# Квезалы
Квезалы, или квезали, или кетсали, или павлиньи трогоны (лат. Pharomachrus) — род птиц из семейства трогоновых.

## Этимология
Научное название рода Pharomachrus происходит от др.-греч. Φάρος — «мантия», «плащ» и др.-греч. μακρός — «длинный».

## Описание
У самцов квезалов зелёные перья с металлическим отливом и красная грудь. Из-за полового диморфизма самки имеют более тусклую окраску и не имеют хвоста.

## Распространение
Представители рода квезали встречаются в основном в Центральной Америке, в таких странах, как Гватемала, Гондурас, Коста-Рика, Сальвадор, Никарагуа и Панама, но также встречается в некоторых частях Мексики и Южной Америки.

## Места обитания
Среда обитания квезалов — тропические леса, луга и горы с густой растительностью и влажным климатом. Гнездо строят высоко на необитаемых деревьях или в дуплах, оставленных дятлами.

## Рацион
Квезалы питаются фруктами, в основном дикими авокадо, насекомыми, которых ловят в полёте и мелкими позвоночными животными, такими как ящерицы и лягушки.

## Размножение
Когда наступает брачный сезон, самцы квезалов совершают брачные полёты, чтобы привлечь самок. После этого в насиживании и охране молодняка принимают участие как самки, так и самцы. Во время репродуктивной стадии у самцов развивается хвост длиной до 1 метра, контрастирующий с телом, длина которого может достигать 35 см.

## Виды
Хотя все виды рода Pharomachrus называются квезалами, это слово первоначально использовалось для обозначения Pharomachrus mocinno. Всего известно пять видов:
- Pharomachrus mocinno — Гватемальский квезал
- Pharomachrus antisianus — Хохлатый квезал
- Pharomachrus auriceps — Золотистоголовый квезал
- Pharomachrus fulgidus — Алмазный квезаль
- Pharomachrus pavoninus — Златоглавый квезаль

## В неволе
До недавнего времени считалось, что квезалы не могут размножаться или долго жить в неволе, что делало их традиционными символоми свободы. Однако в 2004 году было объявлено, что у квезалов появился птенец в частном вольере в Икстапалуке (штат Мехико), которым управляет Фонд дикой природы доктора Эстудильо Лопеса.

## В культуре
Квезалы играют важную роль в доиспанской и современной мифологии Испании. Пожилые короли и первосвященники носили головные уборы из перьев квезаля. В языке науатль слово кетцаль (которое, в свою очередь, происходит от слова кетцалли) означает драгоценный или прекрасный; на других мезоамериканских языках это слово означает священный или воздвигнутый. Согласно Словарю Американского наследия, кетцалли можно перевести как «длинный ярко оперённый хвост». Гватемальский квезал является национальной птицей Гватемалы. Гватемальская легенда гласит, что квезаль красиво пел до испанского завоевания, а потом замолчал, но снова запоёт, когда земля действительно станет свободной.